# Reader’s Digest Képes világtörténelem
A Reader’s Digest Képes világtörténelem 21. századi magyar nyelvű népszerű történelmi ismeretterjesztő könyvsorozat. A Reader’s Digest Kiadó gondozásában Budapesten megjelenő nagy alakú, képekkel gazdagon illusztrált kötetek az őskortól dolgozzák fel a történelmet. 2010 és 2013 között a következő kötetek jelentek meg:
1. A civilizáció hajnala – Az őskortól Kr. e. 900-ig
2. Az ókor világa – Kr. e. 900-tól Kr. u. 430-ig
3. A kereszt és a félhold árnyékában – Kr. u. 430-tól 907-ig
4. A kora középkor – 907-től 1154-ig
5. Királyok és kánok – 1154-től 1339-ig
6. Egy új kor kapujában – 1339-től 1492-ig
7. A felfedezések és a vallásháborúk kora – 1492-től 1648-ig
8. Európa aranykora – 1648-tól 1773-ig
9. A nagy forradalmak kora – 1773-tól 1815-ig
10. Harc a nemzeti egységért – 1815-től 1870-ig